# Filesystem in Userspace
Filesystem in Userspace (FUSE) là một lõi module nạp được cho các hệ thống máy tính chạy hệ điều hành họ Unix, cho phép người dùng thông thường có khả năng tạo các hệ thống tệp mà không cần chỉnh sửa mã kernel. Đây là kết quả đạt được khi chạy các mã hệ thống tệp trong không gian người dùng, trong khi module FUSE chỉ cung cấp "cầu nối" đến giao diện kernel thực sự. FUSE đã chính thức được tích hợp vào nhân Linux từ phiên bản 2.6.14.
FUSE rất hữu dụng trong việc ghi các hệ thống tệp ảo. Không như các kiểu hệ thống tệp khác, ghi và nhận trực tiếp dữ liệu từ đĩa, hẹ thống tệp ảo không lưu trữ dữ liệu. Phát hành dưới giấy phép GNU General Public License và GNU Lesser General Public License, FUSE là phần mềm tự do. The FUSE system was originally part of A Virtual Filesystem (AVFS), but has since split off into its own project on SourceForge.net.
FUSE có các bản cho Linux, FreeBSD, NetBSD (cũng như PUFFS), OpenSolaris, và Mac OS X.

## Các ứng dụng sử dụng FUSE
- ExpanDrive : Hệ thống tệp thương mại kết hợp FUSE với SFTP/FTP/FTPS
- GlusterFS
- SSHFS: Truy cập từ xa thông qua SSH
- GmailFS: Lưu trữ bằng Gmail
- EncFS: Mã hóa
- NTFS-3G và Captive NTFS, truy cập NTFS
- WikipediaFS: Xem và chỉnh sửa các bài viết trên Wikipedia
- Sun Microsystems Lustre
- archivemount
- RUNZ
- LoggedFS
- HDFS
- mtpfs: gán kết các thiết bị MTP như máy nghe nhạc Creative Zen
- Sector File System